# Xi Xi
Xi Xi (xinès: 西西)  (Shanqhae, 7 d'octubre de 1937 - Hong Kong, 18 de desembre de 2022) fou una professora, guionista, crítica cinematogràfica, cineasta, poeta i escriptora xinesa. El 2019 va guanyar el Newman Prize for Chinese Literature que concedeix cada dos anys a l'Institut de Relacions EUA-Xina de la Universitat d'Oklahoma, i el premi suec Cikada Prize pel seu recull de poemes "Not Written Words" publicat el 2016.

## Biografia
Xi Xi, de nom real Cheung Yin (張彥), va néixer el 1938 a Shanghai, en una família procedent de Guangdong. El seu pare, Cheung Lok, era empleat d'una companyia naviliera britànica, Butterfield & Swire, però l'any 1950 la família es va traslladar a Hong Kong, i allà el seu pare va treballar de conductor i d'inspector en la companyia de transports Kowloon Bus Company, i també d'entrenador de futbol.
Xi Xi va estudiar a Heep Yunn Middle School (協恩中學) a Kowloon, una escola fundada el 1936 per missioners anglicans on les classes eren en cantonès. Després va continuar els seus estudis al Grantham College of Education, una institució dedicada a la formació de professorat que posteriorment es va integrar a la Universitat d'Educació de Hong Kong. Com a professora d'una escola governamental, on va ensenyar xinès, anglès i matemàtiques, Xi Xi va participar activament en la lluita pels drets dels mestres als anys setanta.
L'any 1989, patint un càncer de mama, va haver de sotmetre's a una operació seguida de quimioteràpia, les conseqüències de la qual van ser greus amb la pèrdua de mobilitat a la mà dreta. Va morir el 18 de desembre de 2022.

#### Carrera literària
Va començar a escriure poemes quan encara era a l'escola secundària. La primera obra es va publicar a la revista Everyone Literature (人人文學) a mitjans de la dècada de 1950.
El 1970, va adoptar el pseudònim Xi Xi perquè els seus caràcters xinesos, 西西, evocaven per a ella el moviment d'una nena saltant i jugant a la xarranca. En un dels seus assaigs, escrit quan encara era mestra de primària, Xi Xi explica amb detall com li agradava jugar a la xarranca quan era petita: Quan jugava a aquest joc amb molts altres nens sempre el trobava emocionant; de vegades hi jugava sola. Quan era a primària hi jugava tot el temps. Ara que sóc mestra, encara hi jugo amb els nens.
El final de la dècada de 1970 va marcar un punt d'inflexió en les seves publicacions: el març de 1979, la novel·la La meva ciutat (我城) va ser publicada per l'editorial Su Yeh, publicada inicialment com a sèrie al diari Hong Kong Express, amb il·lustracions de l'autora. Representa el món de Hong Kong vist a través dels ulls dels joves, mostrant una ciutat superpoblada i estudiants sota pressió. S'ha convertit en un clàssic de la literatura de Hong Kong, classificada en el lloc 51 entre les cent millors novel·les xineses del segle XX pel setmanari Asia Weekly (亞洲週刊).
El 1980 va escriure una de les primeres obres literàries que es referia obliquament a l'imminent traspàs de Hong Kong a la Xina: Glass Slippers, una història breu que descriu l'adaptabilitat dels residents de Hong Kong, inclosa la seva capacitat d'estrenyir-se en apartaments cada cop més petits.
La seva segona novel·la, publicada el juny de 1982 per la mateixa editorial Su Yeh, Deer Hunt (哨鹿), està inspirada en la història d'un intent d'assassinat de l'emperador Qianlong de la dinastia Qing. Però va ser la seva col·lecció de contes A Woman Like Me (像我這樣的一個女子), publicada per primera vegada per Su Yeh i després el 1983 a Taiwan al suplement del United Daily News, la que la va fer famosa i va guanyar el premi de ficció del United Daily de Taiwan, que va catapultar la seva fama a tot el món de cultura xinesa.Aquests contes, escrits entre 1976 i 1982, van ser publicats l'abril de 1984 per Hongfan Editions (洪范书店) a Taipei. Va ser un punt d'inflexió per a Xi Xi: aleshores va decidir dedicar-se exclusivament a l'escriptura.
L'any 1981, va participar en la fundació de la revista Plain Leaf Literature (素葉文學) editada per Su Yeh (素葉出版社) que, on va col·laborar amb obres seves i també per donar a conèixer molts autors de Hong Kong. El juny de 1982, Xi Xi va publicar amb aquesta editorial el seu primer recull de poesia: Pedres musicals (石磬) i el seu primer recull de contes: Esperant la primavera (春望).
El setembre de 1991, va publicar a Taipei, amb Hongfan Editions, la primera part de la seva autobiografia, Migratory Birds (候鸟). El 1993, va començar a publicar una sèrie d'assajos (散文作品), inicialment titulats Botigues divertides (有趣的店), després simplement Botigues (店铺), on expressa nostàlgia per la desaparició de les antigues botigues de la seva infantesa, víctimes de la modernització despietada de la ciutat. Publicada el 1999, Flying Carpet (飛氈) recorre cent anys de la història de la ciutat sota l'aparença d'una història de ficció on detalla el creixement al llarg de tres generacions d'una ciutat anomenada Fertilia (肥土鎮), situada als límits de la Terra del Drac (巨龍國).
Va ser com a teràpia per la pèrdua de mobilitat de la seva mà dreta que va començar a aprendre a cosir ninots i petits peluixos, personatges que incorpora entre altres obres a la novel·la Cròniques d'ossets de peluix cosits (縫熊志), il·lustrades amb fotografies. El 2018, donà els peluixos i les fotos a la biblioteca de la Universitat Xinesa de Hong Kong.

##### Estil
Utilitzant un llenguatge enganyosament senzill, gairebé infantil, Xi Xi va desenvolupar la seva ficció i poesia amb referències eclèctiques a la literatura, el cinema, l'art, l'arquitectura i els contes de fades. Els seus escrits sovint subratllaven la importància de les veus dels nens i dels joves, així com de la classe treballadora.
Quan va guanyar el Premi Newman, la poetessa de Hong Kong, Tammy Lai-Ming Ho va descriure la poesia de Xi Xi com femenina, tendra, enginyosa, observadora i que parla sobre el caràcter de la ciutat i la seva gent. La traductora de les seves obres a l'anglès, Jennifer Feeley, l'ha definit així: És molt bona mostrant com les coses que la gent pot rebutjar, que semblen molt lleugeres, de vegades femenines, tendres i capritxoses, són realment molt importants i fortes.

#### Relació amb el cinema
Des de l'abril de 1966, va publicar crítiques cinematogràfiques a la secció Camera Eye (開麥拉眼) de la revista cinematogràfica Hong Kong Movie News. Amb el pseudònim Hai Lan, va escriure guions per a l'estudi de cinema de Hong Kong, Shaw Brothers Studio, inclosa una adaptació, el 1967, de Donetes. Després, a petició de Stephen Soong, va escriure el guió The Dark Green Age (黛綠年華) per a la pel·lícula que s'estrenaria el 1967 sota el títol The Splendor of Youth o A Tender. També va escriure la lletra de les deu cançons de la pel·lícula. Més endavant, l'octubre de 1968, va escriure el guió de la pel·lícula La finestra (窗), dirigida per Patrick Lung Kong (龍剛).
La seva novel·la inspirada en el seu càncer, Mourning for a Breast (哀悼乳房), publicada el setembre de 1992 a Taiwan, és una de les primeres narracions literàries xineses sobre el càncer de mama; va inspirar la pel·lícula de 2006 2 Become 1 (天生一對), produïda per Johnnie To i dirigida per Law Wing Cheung (羅永昌). Xi Xi va dir que va escriure el llibre per a donar suport a altres pacients i, en part, per desafiar el tabú social de parlar de la malaltia.
La novel·la My City (我城) va ser la principal inspiració del documental homònim produït per Fruit Chan (陈果) l'any 2015. Recorre la carrera de Xi Xi a partir de la seva novel·la, superposant lectures d'extractes dels seus textos. La pel·lícula també inclou entrevistes i anàlisis de la seva obra per part d'un gran nombre d'escriptors, investigadors, crítics i amics, però també seqüències d'animació en stop-motion de les seves creacions, fotos dels seus nombrosos viatges, així com seqüències de pel·lícules per a les quals va escriure el guió. La pel·lícula és un autèntic homenatge a Xi Xi i la seva obra.

#### Òpera cantonesa
El 2021, es va crear una òpera de cambra cantonesa a Hong Kong per encàrrec del Hong Kong Arts Arts Festival: Women Like Us (兩個女子), adaptada de dos contes breus de Xi Xi, A Cold (感冒) i Una dona com jo (像我這樣的一個女子). El llibret va ser confiat a l'escriptora Wong Yi (黃怡). Les dues històries breus de Xi Xi evoquen les dificultats i els conflictes interiors de dues dones que lluiten per afirmar la seva identitat i cerquen un espai de llibertat; D'acord amb el principi adoptat per a aquesta òpera de cambra destinada a preservar la qualitat literària del text «primer les paraules, després la música» (先詞後曲), l'obra s'havia de representar el 2020 al Cattle Depot Artist Village de Kowloon; a causa de l'epidèmia de covid, el programa es va ajornar a la primavera de 2021, i l'estrena va tenir lloc durant la 49a edició del festival.

## Obres destacades
| Any  | Títol xinès        | Títol anglès                      |
| ---- | ------------------ | --------------------------------- |
| 1979 | 我城               | My City: a Hongkong Story         |
| 1980 | 浮城志异           | Marvels of a Floating City        |
| 1982 | 石磬               | Stone chimes                      |
| 1982 | 哨鹿               | Deer Hunt                         |
| 1983 | 像我這樣的一個女子 | A Woman Like Me                   |
| 1991 | 候鸟               | Migratory Birds                   |
| 1999 | 飛氈               | Flying Carpet: A Tale of Fertilla |
| 1992 | 哀悼乳房           | Mourning for a Breast             |
| 2006 | 星期日的早晨       | Sunday Morning                    |
| 2009 | 縫熊志             | The Teddy Bear Chronicles         |
| 2016 | 不是文字           | Not Written Words                 |